# Koji Tanaka
Koji Tanaka (田中 孝司, Tanaka Koji, Saitama, 2 november 1955) is een Japans voormalig voetballer die als middenvelder speelde.

## Clubcarrière
In 1974 ging Tanaka naar de Meiji University, waar hij in het schoolteam voetbalde. Nadat hij in 1978 afstudeerde, ging Tanaka spelen voor Nippon Kokan, de voorloper van NKK. Tanaka veroverde er in 1980 en 1987 de JSL Cup en in 1981 de Beker van de keizer. Tanaka beëindigde zijn spelersloopbaan in 1988.

## Japans voetbalelftal
Koji Tanaka debuteerde in 1982 in het Japans nationaal elftal en speelde 20 interlands, waarin hij 3 keer scoorde.

## Statistieken
| Japans voetbalelftal | Japans voetbalelftal | Japans voetbalelftal |
| Jaar                 | Wed.                 | Dlp.                 |
| -------------------- | -------------------- | -------------------- |
| 1982                 | 6                    | 0                    |
| 1983                 | 8                    | 3                    |
| 1984                 | 6                    | 0                    |
| Totaal               | 20                   | 3                    |